# Поповка (Семёнковский сельсовет)
Поповка — упразднённая деревня в Вологодском районе Вологодской области.
Входила в состав Семёнковского сельского поселения, с точки зрения административно-территориального деления — в Семёнковский сельсовет.
Расстояние по автодороге до районного центра Вологды — 12,5 км, до центра муниципального образования Семёнково — 4,5 км. Ближайшие населённые пункты — Варламово, Панькино, Марьинское, Нагорское, Ермолово, Терентьевское.
По переписи 2002 года население — 2 человека.
Упразднена 4 сентября 2023 года путём присоединения к селу Марьинское.